# Rhymbomicrus caseyi
Rhymbomicrus caseyi är en skalbaggsart som beskrevs av James Pakaluk 1987. Rhymbomicrus caseyi ingår i släktet Rhymbomicrus och familjen svampbaggar. Inga underarter finns listade i Catalogue of Life.